# Nepali Bhutia Lepcha
NEBULA Party, ett politiskt parti i den indiska delstaten Sikkim. NEBULA grundades 1999, när Sikkims f.d. vice chefsminister P.T. Lucksom uteslöts från Sikkim Democratic Front. Lucksom är idag NEBULA:s ledare.
Idag är NEBULA allierade med Sikkim Himali Rajya Parishad
NEBULA står för Nepali, Bhutia, Lepcha, de tre största folkgrupperna i delstaten.